# Mike Dirnt
Mike Dirnt (eredetileg Micheal Ryan Pritchard) ( Berkeley, Kalifornia, 1972. május 4. –) amerikai zenész, a Green Day basszusgitárosa és vokalistája. Iskolás korában, amikor nem volt nála basszusgitár, úgy csinált, mintha játszana, és olyan hangokat adott hozzá, mintha pengetne (dirnt, dirnt, dirnt), így kapta a Mike Dirnt nevet. Mike a Green Day egyetlen érettségivel rendelkező tagja.

## Élete
Mike egy tinédzserkorú, heroinfüggő anyától született, így hathetes korában adoptálták. Van egy mostohanővére, Myla, aki 13 évesen hagyta el otthonát. Mike hetedik szülinapja előtt az adoptáló szülei elváltak. Édesanyja később újraházasodott. „Mikor negyedikes vagy ötödikes voltam, anyukám egész éjjel kimaradt, és másnap beállított egy pasival, aki be is költözött. Előtte még sosem láttam, és egyszer csak már ő volt a mostohaapám. Évekig nem jöttünk ki.”
„De később, mikor anyukám elköltözött, a mostohaapám és én közel kerültünk egymáshoz. Sokat nevelt engem. De meghalt mikor 17 éves voltam.” Mike 15 évesen elköltözött otthonról, és a teherautójában élt, majd kibérelt Billie Joe Armstrong (a Green Day énekese) garázsában magának egy kis helyet. A John Swett High Schoolba járt, majd a Pinole Valley High Schoolba, ahol 1990-ben érettségizett, ezután ment a Green Day az első turnéjára.
Mike 1982-ben találkozott a Rodeo Elementary School menzáján Billie Joeval, néhány hónappal azelőtt, hogy Billie Joe édesapja meghalt. Együtt alapították meg a Sweet Childrent 1988-ban, majd a Green Dayt 1989-ben, Al Sobrante dobossal.
A Green Day 1994-es woodstocki fellépésén hatalmas sárcsata tört ki a zenekar és a közönség között. Sok sáros rajongó jutott fel a színpadra, és az egyik biztonsági őr összekeverte egyiküket Mike-kal, és megpróbálta eltávolítani a színpadról, miközben több fogát kitörte.

## Felszerelés

### Basszusgitárok
- Mike Dirnt Precision Bass (több színben, mint fekete, fehér)
- Fender 1969 Vintage Precision Bass
- Fender Standard Precision Bass
- Fender American Jazz Bass
- Fender 1966 Vintage Precision Bass
- Gibson G-3 Bass

## Apróságok
- Mike több Green Day dalt írt, többek között az „Enemius Sleepus”, a „J.A.R.”, a „Governator”, a „Panic Song”, a „Ha, Ha You're Dead” és a „Nobody Likes You” című részt a „Homecoming”-ból, ami az American Idiot albumon csendül fel.
- Mike-nak pánikrohamai vannak.
- A lánya, Estella-Desiree („Stella”) 1997 áprilisában született első feleségétől, Anastasiától.
- Mike-nak van egy kávézója, a Rudy's Can't Fail Cafe Emeryville-ben, Californiában.
- Mike az LSD hatása alatt írta a „Longview” című szám basszusgitár részét, így másnapra elfelejtette.

## Egyéb zenekarok
- The Network
- The Frustrators
- Foxboro Hot Tubs
- Screeching Weasel
- Crummy Musicians
- Squirtgun

## Fordítás
- Ez a szócikk részben vagy egészben  a   Mike_Dirnt című angol Wikipédia-szócikk fordításán alapul.  Az eredeti cikk szerkesztőit annak laptörténete sorolja fel. Ez a jelzés csupán a megfogalmazás eredetét és a szerzői jogokat jelzi, nem szolgál a cikkben szereplő információk forrásmegjelöléseként.